# Agrostis elliottiana
Agrostis elliottiana es una especie de planta herbácea de la familia de las poáceas.

## Distribución
Es un manojo de hierba tussok nativa de diversas partes de América del Norte en diferentes lugares, como el centro-norte de California, suroeste y sureste de los Estados Unidos, y Yucatán, en México.

## Descripción
Agrostis elliottiana crece en una variedad de hábitats, incluyendo zonas perturbadas, como las carreteras. Es una hierba anual que crece hasta unos 45 centímetros de altura. Las hojas son cortas y filiformes. La inflorescencia es un conjunto abierto de ramas tenues que sostienen racimos de espiguillas diminutas, de pocos milímetros de largo, pero luciendo un ondulada forma de las aristas que puede alcanzar un centímetro de longitud.

## Taxonomía
Agrostis elliottiana fue descrita por Josef August Schultes y publicado en Mantissa 2: 202. 1824.
Etimología
Ver: Agrostis
elliottiana: epíteto otorgado en honor del botánico estadounidense Stephen Elliott.
Sinonimia
- Agrostis elliottiana f. elliottiana
- Notonema arachnoides Raf. ex B.D. Jacks.[3][4]